# Jasmin Figueroa
Jasmin Figueroa, född 20 mars 1985, är en filippinsk bågskytt. Hon deltog vid olympiska sommarspelen 2004.